# Bodman-Ludwigshafen
Bodman-Ludwigshafen est une commune de Bade-Wurtemberg (Allemagne), située dans l'arrondissement de Constance, dans le district de Fribourg-en-Brisgau.

## Personnalités liées à la ville
- Welf III d'Altdorf (1007-1055), duc mort à Altbodman.

## Jumelages
- Mügeln (Allemagne) depuis 2000